# Algarrobo (Chile)
Algarrobo é uma comuna da província de San Antonio, localizada na Região de Valparaíso, Chile. Possui uma área de 175,6 km² e uma população de 8.601 habitantes (2002).

## Praias
- El Canelo
- El Canelillo
- Los Tubos
- San Pedro
- Club de Yates
- El Pejerrey
- Las Cadenas
- Caminito
- Internacional
- Algarrobo Norte
- Las Dichas
- Mirasol
- El Cura
- El Yeco
- Tunquén

## Curiosidades
- Algarrobo é conhecida pelo hotel/resort San Alfonso del Mar, nele encontra-se a maior piscina do mundo - com 1 km de extensão e 80 mil m² - reconhecida pelo Guinness Book. Segundo o site ohgizmo, a maior piscina do mundo custou cerca de US$ 1,5 bilhão para ser construída e sua manutenção despende de outros US$ 4 milhões por ano. Além de nadar, na maior piscina do mundo é possível também andar de caiaque, vela, mergulhar e utilizar um serviço de barca que transporta os usuários de um extremo a outro do resort.

- É conhecida como a "Capital Náutica do Chile".

- Seu nome se deve à abundância da árvore algarrobo.